# Johan Jakob Dalström
Johan Jakob Dalström, född 1850, död 1923, var en svensk skolman.
Dalström blev 1872 lärare vid Stockholms friskolor, och var från 1902 överlärare vid Adolf Fredriks folkskola samt ordförande i Stockholms folkskollärarförening, samt var ledamot av centralstyrelsen för Sveriges allmänna folkskollärarförening 1889-1918. 1918 blev han hedersledamot av samma förening. Dalström verkade för inrättandet av skollovskolonier och arbetsstugor och utgav läroböcker i svenska, matematik, geografi och bokföring.